# Округ Молтри (Илиноис)
Округ Молтри (енгл. Moultrie County) је округ у америчкој савезној држави Илиноис.

## Демографија
По попису из 2010. године број становника је 14.846, што је 559 (3,9%) становника више него 2000. године.
| Група             | 2000.          | 2010.          |
| Белци             | 14.078 (98,5%) | 14.524 (97,8%) |
| Афроамериканци    | 28 (0,2%)      | 41 (0,3%)      |
| Азијати           | 14 (0,1%)      | 31 (0,2%)      |
| Хиспаноамериканци | 68 (0,5%)      | 129 (0,9%)     |
| Укупно            | 14.287         | 14.846         |